# Zigmantas Kiaupa
Zigmantas Kiaupa (Ignalina, 29 giugno 1942) è uno storico e archivista lituano.
Si occupa in particolare della storia politica del Granducato di Lituania, la storia delle città e dei cittadini e lo studio di fonti storiche.

## Opere importanti
- Instrukcijos feodalinių valdų administracijai Lietuvoje XVII–XIX a, 1985.
- Šiauliai XV–XVIII a.: Lietuvos mažujų miestų raidos problemos (tesi di Ph.D), 1993.
- Lietuvos istorija iki 1795 m.  (together with J. Kiaupienė and A. Kuncevičius),1995, (reissued in 1998); tradotto in inglese come The History of Lithuania before 1795, 2000.
- The History of Lithuania, 2000.
- Lietuvos valstybės istorija, 2004.